# Espelma negra llarga
Una espelma negra llarga (en anglès: Long Black Candlestick) és una espelma japonesa que indica una forta pressió venedora.

## Criteri de reconeixement
1. És una espelma negra que té una mida molt més llarga amb relació a les altres del context
2. Les ombres inferior i superiors no són significatives, siguin llargues o curtes

## Explicació
Una espelma negra és indicativa que els preus han tancat per sota de l'obertura. Quan més llarga sigui l'espelma amb relació a les altres del seu context, més indicativa és de la pressió venedora.

## Factors importants
Una espelma negra llarga és una única espelma i malgrat que indica pressió venedora, s'han d'interpretar en el context en què apareix. Si ho fa enmig d'una tendència baixista significarà continuïtat; però si ho fa al final d'una tendència alcista, pot significar un canvi de la tendència alcista en haver-se arribar a un nivell de resistència i haver aparegut la pressió venedora. A vegades és un signe de pànic i capitulació final després d'una abrupta tendència baixista. Inclús si apareix després d'una llarga i persistent tendència baixista, pot servir d'advertència de sobrevenda i, per tant, indicar un possible retrocés a l'alça. Així doncs, la seva interpretació no pot anar deslligada de les espelmes adjacents.